# Thérapie par pression négative

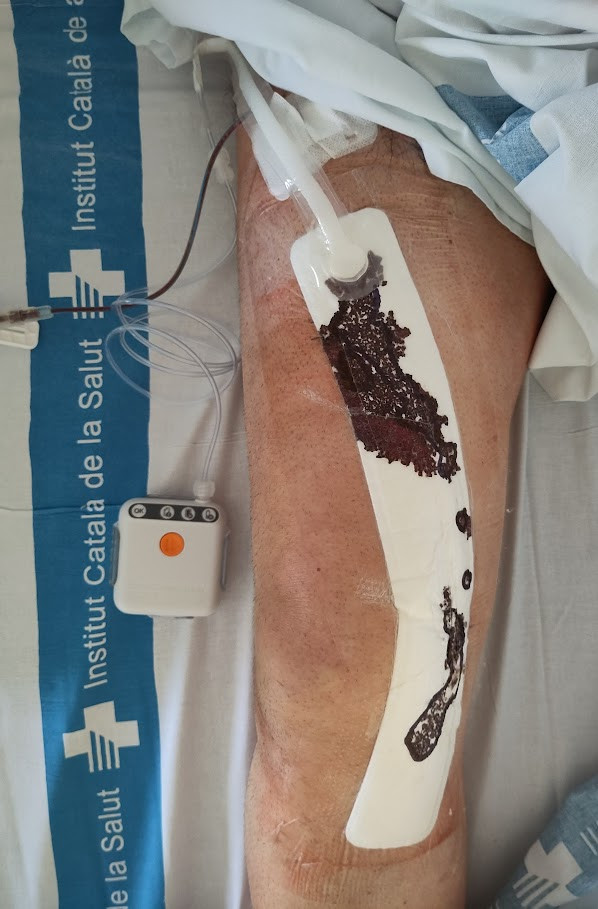
Système de pression négative utilisé dans une plaie chirurgicale du genou et de la cuisse droite. La petite pompe à vide est située à gauche de la photo, ainsi qu'un drain sous-cutané.

La thérapie par pression négative (ou traitement des plaies par pression négative) est une technique de cicatrisation des plaies qui consiste à placer une plaie sous une pression négative (c'est-à-dire inférieure à la pression atmosphérique ambiante).
Cette pression peut être continue ou discontinue. Elle est délivrée par une source de dépression qui est reliée à un pansement occlusif placé dans le lit de la plaie.
L'objectif de la thérapie par pression négative est d'accélérer la cicatrisation des plaies.
En février 2016, la Haute Autorité de santé a publié un rapport d'évaluation des actes de prise en charge de plaies complexes à l'aide d'un appareil de traitement par pression négative.